# Шаритон (округ)
Округ Шаритон (Чаритон) (англ. Chariton County) — округ штата Миссури, США. Население округа на 2009 год составляло 7594 человека. Административный центр округа — город Китсвилл. Образован 16 ноября 1820 года из части округа Хауард и назван в честь реки Шаритон.

## История

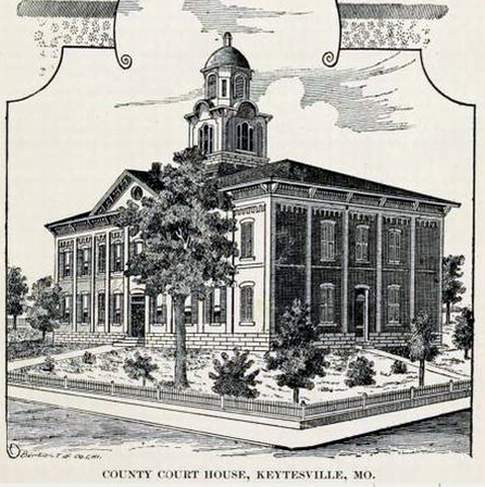
Второе здание суда округа Шаритон, 1867—1973 годы.

Округ был одним из нескольких округов, населенных в основном южанами к северу и югу от реки Миссури. Округ заселяли в основном выходцы из штатов Кентукки и Теннесси. Они перенесли с собой традицию выращивать такие культуры как конопля и табак.
Округ был в значительной степени сторонником Конфедерации во время Гражданской войны в США.

## География
Округ занимает площадь 1958 км2.

## Демография
Согласно оценке Бюро переписи населения США, в округе Шаритон в 2009 году проживало 7594 человека. Плотность населения составляла 3.9 человек на квадратный километр.